# تيريزا نواك
تيريزا نواك (بالبولندية: Teresa Nowak)‏ هي منافسة ألعاب القوى بولندية، ولدت في 29 أبريل 1942 في بيوتركوف تريبونالسكي في بولندا.

## وصلات خارجية
- تيريزا نواك على موقع أوليمبيديا (الإنجليزية)
- تيريزا نواك على موقع اللجنة الأولمبية البولندية (مؤرشف) (البولندية)